# Rorelee Tio
Rorelee Tio nació en Vancouver, Columbia Británica, Canadá. Es una actriz canadiense conocida por su trabajo en Wrong Turn 2: Dead End, Scary Movie 4 y Okja.

## Filmografía
- 2000-2001: 2gether: The Series - Instructora de Breakdance.
- 2006: Scary Movie 4 - Yoko
- 2007: Wrong Turn 2: Dead End - La Hermana
- 2011: Her Story (cortometraje) - Clove.
- 2012: Justicia extrema - Li.
- 2015: Olympus - Ceres.
- 2017: Power Rangers - Trina.
- 2019: Embrujadas como Bruja #1.